# Y.U-mobile
Y.U-mobile株式会社（ワイユーモバイル）は、個人向けMVNOサービスの提供・販売を事業とする日本の企業。

## 概要
ヤマダ電機（現・ヤマダホールディングス）とU-NEXTとの合弁会社として2017年に、U-NEXT51%、ヤマダ電機49％出資で設立される。
2018年8月現在、U-NEXTの親会社USEN-NEXT HOLDINGSの連結子会社であり、同社が議決権51.0％を持つ。

## 沿革
- 2017年（平成29年）
  - 1月 - ヤマダ電機とU-NEXTの合弁会社として資本金1億円で設立[1]。
  - 4月 - ヤマダ電機ブランドのMVNOサービス「ヤマダ ニューモバイル」の販売を開始[4]。
  - 12月 - USENとU-NEXTの経営統合により、USEN-NEXT HOLDINGSが成立し、同社の連結子会社となる。
- 2020年（令和2年）3月 - 自社ブランドのMVNOサービス「y.u mobile」の販売を開始[5]。